# Dawit Seyaum
Dawit Seyaum (en amárico: ዳዊት ስዮም, 27 de julio de 1996) es una deportista etíope que compite en atletismo, especialista en las carreras de mediofondo y fondo.
Ganó una medalla de bronce en el Campeonato Mundial de Atletismo de 2022 y una medalla de plata en el Campeonato Mundial de Atletismo en Pista Cubierta de 2016.
Participó en los Juegos Olímpicos de Río de Janeiro 2016, ocupando el octavo lugar en la prueba de 1500 m.

## Palmarés internacional
| Campeonato Mundial                   | Campeonato Mundial        | Campeonato Mundial | Campeonato Mundial |
| Año                                  | Lugar                     | Medalla            | Prueba             |
| ------------------------------------ | ------------------------- | ------------------ | ------------------ |
| 2022                                 | Eugene (Estados Unidos)   | Medalla de bronce  | 5000 m             |
| Campeonato Mundial en Pista Cubierta |                           |                    |                    |
| Año                                  | Lugar                     | Medalla            | Prueba             |
| 2016                                 | Portland (Estados Unidos) | Medalla de plata   | 1500 m             |